# ليوبولدو فيغيروا
ليوبولدو فيغيروا (بالإنجليزية: Leopoldo Figueroa)‏ هو سياسي أمريكي، ولد في 21 سبتمبر 1887 بسان خوان في الولايات المتحدة، وتوفي في 15 أكتوبر 1969. حزبياً، نشط في الحزب التقدمي الجديد.